# Der vergessene Alchimist
Der vergessene Alchimist ist die erste Kammeroper des französischen Komponisten François-Pierre Descamps aus dem Jahr 2009 in Zusammenarbeit mit Kristine Tornquist (Libretto) und dem sirene Operntheater Wien. Die Geschichte des Hofalchimisten Jakobus van Delle ist dem Roman Nachts unter der steinernen Brücke von Leo Perutz entnommen. Es ist darin die zehnte von insgesamt vierzehn Erzählungen und trägt im Roman den Titel Der vergessene Alchimist.

## Handlung
Der Kaiser hat finanzielle Probleme. Er ist seit Langem zahlungsunfähig, verschuldet sich aber immer mehr, um Kunstwerke zu kaufen. Er ist verzweifelt, als die Räte ihm für einige Gemälde kein Geld mehr bewilligen wollen. Sein Leibkammerdiener Philipp Lang beruhigt ihn und rät ihm, statt auf Alchimisten wie Jakobus van Delle zu setzen, sich geschäftlich mit dem reichen Juden Mordechai Meisl zusammenzutun.
Der Hofalchimist Jakobus van Delle hat beim Kaiser seinen Kopf darauf verwettet, dass er bis zum St.-Wenzels-Tag einen Barren Gold erzeugt haben werde. Doch die Umwandlung von Blei in Gold ist misslungen und van Delle hat Todesangst.
Sein Freund, der Ofenmeister und ehemalige Hofnarr Brouza, beschließt, ihm zur Flucht aus der Burg und zu Geld für die Weiterreise zu verhelfen. Dazu geht er zum Kaiser und reizt ihn solange, bis der Kaiser auf ihn losgeht. Brouza lässt sich verprügeln, doch danach beklagt er sich, was der verstorbene Vater des Kaisers, dessen liebster Hofnarr er war, dazu sagen würde. Um ihn und sein Gewissen zu beschwichtigen, gibt ihm der Kaiser drei Gulden.
Brouza bringt die drei Gulden zu van Delle und hilft ihm, mit einer Strickleiter aus der Burg zu entkommen. Dabei verletzt sich van Delle und versteckt sich ängstlich in Brouzas kleinem Haus. Die Flucht des Alchimisten wird erst lange Zeit nach dem Wenzelstag bemerkt, doch der Kaiser hat die Wette ohnehin längst vergessen. Und Philipp Lang erklärt dem Brouza, dass der Kaiser einen neuen, erfolgreicheren Goldmacher für sich gewonnen habe. Als van Delle das erfährt, ist er so gekränkt, dass er sich die Pulsadern aufschneidet und stirbt. Sein Freund Brouza ist untröstlich wie damals, als Kaiser Maximilian starb.

## Gestaltung

### Szenenfolge
1. 1592. Rudolf II., der Kaiser
2. Jakobus van Delle, der Alchimist
3. Phillip Lang, der Kammerdiener
4. Brouza, ehemaliger Ofenmeister
5. Der Kaiser und der Hofnarr
6. Die Flucht des Alchimisten
7. Der Jude Mordechäus Meisl
8. Reichtum
9. Verzweiflung
10. Der Tod des Alchimisten
11. Der Rabbi Löw

### Besetzung
- Flöte
- Klarinette in B
- Schlagzeug
- Harfe
- Violine
- Bratsche
- Violoncello
- Kontrabass

## Werkgeschichte
Der Uraufführung fand am 5. Juni 2009 in der Ankerbrotfabrik Wien statt. Es folgte eine Aufführung am 6. Juni. Die beiden Aufführungen waren der dritte Teil des über neun Wochen angelegten Opernuraufführungsprojektes Nachts des sirene Operntheaters, bei dem neun Erzählungen aus Perutz’ Roman Nachts unter der steinernen Brücke ausgewählt, als jeweils eigenständige Kammeroper ausgearbeitet und in einem zusammenhängenden Zyklus wöchentlich zur Uraufführung gebracht wurden.
Die musikalische Leitung übernahm François-Pierre Descamps, Regie führte Kristine Tornquist. Es spielte das österreichische Ensemble PHACE (damals ensemble_online).
Sänger
- John Sweeney (Jakobus van Delle)
- Raimund Klebel (Brouza)
- Rupert Bergmann (Kaiser Rudolf II.)
- Petr Strnad (Philipp Lang)
- Johann Leutgeb (Mordechai Meisl)
- Dimitrij Solowjow (Rabbi Löw)

Leading Team
- Kristine Tornquist (Regie)
- François-Pierre Descamps (musikalische Leitung)
- Jakob Scheid (Bühne)
- Markus Kuscher (Kostüm)
- Edgar Aichinger (Licht)
- Rainer Vierlinger (Coregie)
- Sabine Maringer, Karlo Svetlicic (Bühnenmaschinisten)
- Jury Everhartz (Produktionsleitung)

Musikerinnen und Musiker
- Birgit Böhm (Flöte)
- Reinhold Brunner (Klarinette)
- Angela Radanovics (Harfe)
- Johannes Dickbauer (Violine)
- Jacqueline Kopacinski (Viola)
- Nikolay Gimaletdinov (Violoncello)
- Tibor Kövesdi (Kontrabass)
- Berndt Thurner (Schlagwerk)

Den Ehrenschutz der Uraufführung übernahm die damalige Ministerin für Unterricht, Kunst und Kultur der Republik Österreich Claudia Schmied.